# Betaistina
La betaistina è un farmaco utilizzato per alleviare i disturbi dell'equilibrio e vertigini dovute a sindrome di Menière.
Il meccanismo di funzionamento non è del tutto chiaro: è un antagonista del recettore H3 e un debole agonista del recettore H1, localizzati nei vasi sanguigni dell'orecchio interno.

## Usi medici
La betaistina viene indicata nel trattamento della malattia di Ménière e delle vertigini. Ciò nonostante le prove a sostegno dell'efficacia della betaistina per la malattia di Ménière sono deboli. Una revisione Cochrane del 2011 di sette studi che consistevano di 243 pazienti con la malattia di Ménière ha concluso che non vi erano evidenze sufficienti o sostegno di un effetto benefico della betaistina sui sintomi.

## Effetti collaterali
I pazienti che assumono betaistina possono manifestare i seguenti effetti indesiderati:
- Mal di testa
- Basso livello di effetti collaterali gastrici
- La nausea può essere un effetto collaterale, ma in genere il paziente avverte già nausea a causa delle vertigini, quindi passa in gran parte inosservato.
- I pazienti che assumono betaistina possono manifestare diverse reazioni di ipersensibilità e allergie. Nel numero di novembre 2006 di "Drug Safety", la dott.ssa Sabine Jeck-Thole e la dott.ssa Wolfgang Wagner hanno riferito che la betaistina può causare numerosi effetti collaterali allergici e legati alla pelle. Questi includono eruzioni cutanee in diverse aree del corpo; prurito e orticaria; e gonfiore di viso, lingua e bocca. Altre reazioni di ipersensibilità riportate comprendono formicolio, intorpidimento, sensazioni di bruciore, mancanza di respiro e respiro affannoso. Gli autori dello studio suggeriscono che le reazioni di ipersensibilità possono essere il risultato diretto del ruolo della betaistina nell'aumentare i livelli di istamina in tutto il corpo. Le reazioni di ipersensibilità si attenuano rapidamente dopo l'interruzione della betaistina.

### Disturbi digestivi
La betaistina può anche causare diversi effetti collaterali correlati alla digestione. Il foglietto illustrativo di Serc, un nome commerciale per la betaistina, afferma che i pazienti possono manifestare diversi effetti collaterali gastrointestinali. Questi possono includere nausea, mal di stomaco, vomito, diarrea e crampi allo stomaco. Questi sintomi di solito non sono gravi e diminuiscono tra le dosi. I pazienti con problemi digestivi cronici possono ridurre la dose al minimo efficace e assumendo betaistina ai pasti. Ulteriori problemi digestivi possono richiedere ai pazienti di consultare il proprio medico al fine di trovare una possibile alternativa adatta.

### Altri disturbi
Le persone che assumono betaistina possono manifestare diversi altri effetti collaterali che vanno da lievi a gravi. Il foglietto illustrativo di Serc afferma che i pazienti possono manifestare effetti collaterali del sistema nervoso, incluso mal di testa. Alcuni eventi del sistema nervoso possono anche essere in parte attribuibili alla condizione sottostante piuttosto che ai farmaci usati per trattarla. Lo studio di Jeck-Thole e Wagner riporta anche che i pazienti possono avere mal di testa e problemi al fegato, inclusi aumento degli enzimi epatici e disturbi del flusso biliare. Eventuali effetti collaterali che persistono o superano il sollievo dei sintomi della condizione originale possono rendere necessario che il paziente consulti il proprio medico per regolare l'assunzione o sostituire il farmaco.

## Farmacologia

### Farmacodinamica
La betaistina è un antagonista del recettore dell'istamina H3 e un debole agonista del recettore dell'istamina H1.
Ha due meccanismi d'azione. In primo luogo, è un agonista debole sui recettori H1 situati sui vasi sanguigni nell'orecchio interno. Ciò provoca vasodilatazione locale e maggiore permeabilità, che aiuta a invertire il problema di fondo delle idrope endolinfatiche. In secondo luogo, la betaistina ha un effetto antagonista sui recettori H3, aumentando così i livelli di neurotrasmettitori istamina, acetilcolina, noradrenalina, serotonina e GABA rilasciati dalle terminazioni  nervose.

### Farmacocinetica
La betaistina è disponibile sia in forma di compresse che in soluzione orale e viene assunta per via orale. È rapidamente e completamente assorbito. L'emivita media di eliminazione del plasma è di 3-4 ore e l'escrezione è praticamente completa nelle urine entro 24 ore. Il legame con le proteine plasmatiche è molto basso. La betaistina viene trasformata in ammino-etilpiridina e idrossi-etilpiridina ed escreta con le urine come acido piridilacetico. Vi sono alcune prove che uno di questi metaboliti, l'aminoetilpiridina, possa essere attivo ed esercitare effetti simili a quelli della betaistina sui recettori ampullari.